# Ali Fergani
Ali Fergani (Onnaing, 21 settembre 1952) è un allenatore di calcio ed ex calciatore algerino, di ruolo centrocampista.

## Carriera

### Nazionale
Con la Nazionale algerina ha preso parte ai Mondiali 1982 disputandovi 3 partite.

### Allenatore
Era l'allenatore della Nazionale nel 1990, quando vinse la Coppa d'Africa.

## Palmarès

### Allenatore
- Coppa d'Africa: 1

Algeria 1990